# Кривцы (Хорольский район)
Кривцы (укр. Кривці) — село,
Ялосовецкий сельский совет,
Хорольский район,
Полтавская область,
Украина.
Код КОАТУУ — 5324888207. Население по переписи 2001 года составляло 348 человек.

## Географическое положение
Село Кривцы находится на левом берегу реки Холодная,
выше по течению на расстоянии в 3 км расположено село Бригадировка,
ниже по течению на расстоянии в 5,5 км расположено село Беляки (Семёновский район),
на противоположном берегу — село Николаевка.

## История
Село Кривцы образованы после 1945 года из поселений: Кривцы, Пшеничный и Сохвиевка
Село указано на трехверстовке Полтавской области. Военно-топографическая карта.1869 года как хутор Пшеничный